# Ester Segarra
Ester Segarra és una fotògrafa nascuda a Barcelona.
De petita es passava el temps al pati del Parc Güell de Gaudí dibuixant naus espacials a la sorra i imaginant que viatjava a altres planetes buscant alguna tribu. No seria fins a ser adolescent que començaria a estudiar fotografia quan tenia 16 anys i s'apuntà a un curs de fotografia. Més tard estudiaria la carrera d'econòmiques, però no tardà a adonar-se que preferia dedicar-se a la fotografia, i per això al segon curs de la carrera se n'anà cap a Londres sense gairebé recursos econòmics.
A Londres és on duria a terme la seva primera tasca de fotografia musical per a la revista Terrorizer l'any 2001, feina que li permeté combinar la seva passió per la música i per la fotografia. S'ha dedicat integralment al metall extrem durant més de 15 anys i ha capturat fotografies de Mayhem, Darkthrone, Rotting Christ, Venom, Abbath, 1349, Ghost, Watain, Electric Wizard, Cathedral, Katatonia, Paradise Lost, At the Gates, Carcass, Triptykon, Shining, Behemoth i altres. Les seves fotografies han sigut publicades a revistes com Metal Hammer, Decibel, Rock Hard, Iron Fist, Deaforever, This Is Metal i en àlbums publicats per segells com Century Media, Nuclear Blast, Candlelight, Rise Above, Spinefarm i Peaceville.
L'any 2018 publicà un llibre amb el seu treball fotogràfic de forma antològica titulat "ARS UMBRA: l'art d'Ester Segarra" i que publicaria amb Season of Mist, llibre que inclouria una banda sonora original composta per Uno Bruniusson, el disseny gràfic del qual aniria a càrrec de Branca Studio i Münster Studio, i que es considera un document històric de la música extrema.